# Атанас Шопов
Атанас Шопов (4 жовтня 1951) — болгарський важкоатлет.
Срібний призер Олімпійських Ігор 1972 (90 кг), бронзовий призер 1976 року в категорії 90 кг.
Срібний призер Чемпіонату світу 1972 року в категорії 90 кг, бронзовий призер 1976 року в категорії 90 кг.
Срібний призер Чемпіонату Європи 1972 року в категорії 90 кг, бронзовий призер 1971 (90 кг), 1973 (90 кг) років.